# 櫟真夏
櫟 真夏（いちのき まなつ、1958年 - ）は、日本の実業家。関西電力執行役員や、2025日本万国博覧会誘致委員会事務総長を経て、2025年日本国際博覧会協会副事務総長。

## 人物・経歴
兵庫県出身。1983年大阪大学大学院基礎工学研究科電気工学専攻前期課程修了、関西電力入社。関西電力パリ事務所駐在、関西電力広報室長等を経て、2013年関西電力執行役員滋賀支店長。2017年関西経済連合会常務理事。同年から2025日本万国博覧会誘致委員会事務総長として、2025年万国博覧会の大阪招致構想に参画した。2018年万博誘致特使。2019年2025年日本国際博覧会協会副事務総長（理事）。